# Michael Grisko
Michael Grisko (* 16. Februar 1971 in Kassel) ist ein deutscher Literatur- und Medienwissenschaftler sowie Kulturmanager. Er ist Geschäftsführer der Richard-Borek-Stiftung in Braunschweig. Seit dem Wintersemester 2022/23 ist er Honorarprofessor am Fachbereich Medien- und Kommunikationswissenschaft an der Universität Erfurt. Im November 2024 wurde er zum ehrenamtlichen Vorstand der Hilde und Olaf Werner-Stiftung zur Förderung des Stiftungswesens berufen.

## Leben
Von 1990 bis 1996 studierte Michael Grisko Germanistik, Politik und Europäische Medienwissenschaften in Kassel und Dijon. Danach war er fünf Jahre lang als Wissenschaftlicher Mitarbeiter am Zentrum für Kulturforschung der Universität Kassel beschäftigt. In dieser Zeit legte er mit Publikationen und Tagungen zu Heinrich Mann, zur Freikörperkultur um 1900, Film und Literatur in der Weimarer Republik, Hans Fallada, zur Gefühlskultur (Liebe, Lust und Leid) und zur zeitgenössischen Medienkultur (TV ’99) die Grundlagen seiner bis heute beibehaltenen Forschungsschwerpunkte, zu denen seit einigen Jahren auch der DEFA-Film zählt.
In den Jahren 2002 bis 2006 arbeitete Grisko als redaktioneller Mitarbeiter beim ZDF-Landesstudio sowie bei 3sat Kulturzeit. In diesem Zusammenhang begleitete er unter anderem die Langzeitdokumentation Jahrhundertprojekt Museumsinsel. In diesem Kontext publizierte er auch einige Beiträge zum Themenkomplex Museumsinsel. Zeitweilig war er in diesen Jahren auch als Wissenschaftlicher Mitarbeiter im DFG-Projekt Expositionen: Ausstellungen und Ausstellungsästhetiken an der Universität Kassel beschäftigt. 2006 promovierte er mit summa cum laude an der Universität Kassel mit der Studie Heinrich Mann und die siebte Kunst, die Manns Verhältnis zum Film thematisiert.
In Lübeck war er von 2006 bis 2008 Wissenschaftlicher Leiter des Buddenbrookhauses und verantwortete u. a. Ausstellungen zu Heinrich Manns Roman Der Untertan und dem gleichnamigen Film von Wolfgang Staudte sowie zu den Bildnissen der Familie Mann. Als Stipendiat der DEFA-Stiftung arbeitete er 2009 den Nachlass des DEFA-Direktors Albert Wilkening im Filmmuseum Potsdam auf und erstellte die erste Monographie zu Wilkening. Zur gleichen Zeit war er Inhaber und Leiter des Büros kultur-praxis (beraten, kuratieren, kommunizieren).
2010 wechselte Grisko als zertifizierter Stiftungsmanager zur Sparkassen-Kulturstiftung Hessen-Thüringen. Dort verantwortete er die Projektförderung und -entwicklung in Thüringen. 2018 initiierte er eine Reihe von Ausstellungen unter dem Titel Moderne in der Provinz, zu der 2022 das Buch Moderne und Provinz. Weimarer Republik in Thüringen erschien. Im Frühjahr 2020 startete die von ihm kuratierte Ausstellung Drehort Thüringen. DEFA-Produktionen 1946–1992 zunächst mit Stationen in der Landesvertretung des Freistaats Thüringen in Berlin und im Haus Dacheröden in Erfurt.
Die aus seiner Sammlung bestückte Ausstellung „Nicht nur – Marlene Dietrich auf dem Fass sitzend“ eröffnete im Juli 2021 in der Villa Rosenthal (Jena), dazu erschien bei der Landeszentrale für politische Bildung (Thüringen) der Band Der blaue Engel im Rahmen der Reihe Die Geschichte hinter dem Bild.
Seit 1. Januar 2022 ist er Geschäftsführer der Richard Borek Stiftung in Braunschweig.
Die von ihm zusammen mit Studierenden der Universität Erfurt kuratierte Ausstellung „60 Jahre 'Nackt unter Wölfen' – Zwischen Mythos, internationaler Filmgeschichte und regionaler Erinnerungskultur“ war nach Stationen in Thüringen, dem Industrie- und Filmmuseum Wolfen, dem Braunschweig International Film Festival vom 28. März bis 13. April 2025 im Rahmen der Merseburger DEFA-Filmtage zu sehen.
Seit 2005 beschäftigt er sich auch regelmäßig mit Fragen des Museums- und Ausstellungswesens, u. a. mit regelmäßigen Besprechungen von Ausstellungen, Beiträgen zur aktuellen Debatte, etwa auch zur Kundenbindung in Kulturinstitutionen und als Diskussionspartner zuletzt bei der Eröffnung des Internationalen Museumstags 2018 in Berlin. Das von ihm in Zusammenarbeit mit der Thüringer Landesmedienanstalt für Thüringen entwickelte und durchgeführte Projekt Hör mal im Museum (Audioguide von Kindern für Kinder) gewann im Jahr 2020 den DAVID der Sparkassenorganisation, der u. a. für kleine Stiftungsprojekte mit großer Wirkung verliehen wird.
Er lehrte u. a. als Dozent im Intensivlehrgang Stiftungsmanagement an der Universität Leipzig und publiziert u. a. in der Zeitschrift für Stiftungs- und Vereinswesen und Stiftung und Sponsoring zu Themen des Stiftungswesens und Stiftungsmanagements. Seit 2018 gibt er mit Almuth Werner aus Leipzig die im Leipziger Universitätsverlag erscheinende Schriftenreihe Stiftungen in Theorie, Praxis und Geschichte heraus. Darüber hinaus zeichnete er als Mitglied der Kulturpolitischen Gesellschaft e. V. bis 2021 inhaltlich und organisatorisch verantwortlich für die Reihe „Thüringer Debatte zur Kulturpolitik“, die seit 2015 in Erfurt stattfindet. Seit 2017 gibt er zusammen mit Tobias J. Knoblich die Schriftenreihe Aktuelle Beiträge zur Kulturpolitik heraus.
Als Vorstandsmitglied von Cinegraph Babelsberg e. V. (von 2010 bis 2018) war Michael Grisko Mitherausgeber der Zeitschrift Filmblatt und der Reihe Filmblatt-Schriften. In diesem Kontext entstanden auch die von ihm herausgegebenen Sammelbände zu den DEFA-Regisseuren Günter Reisch und Rainer Simon. Im Mai 2025 erschien sein Buch Ich war nie eine Hauptplanposition!... zu dem DEFA-Regisseur Rolf Losansky. Seit den späten 1990er Jahren nimmt Michael Grisko Lehraufträge im Bereich Literatur- und Medienwissenschaft wahr, u. a. an der TU Braunschweig, Universitäten Erfurt, Flensburg und Jena. Darüber hinaus ist er eigenständiger Kurator von Film- und Vortragsreihen (u. a. Günter Reisch: Zwischen Historienfilm und Gegenwartskomödie, Sportfilm der DEFA, DHM/Zeughauskino bzw. DEFA in Thüringen, Universität Erfurt).
Er ist als Publizist, Referent und Moderator tätig. So begleitete er 2024 die Retrospektive des Filmfestivals „achtungberlin“ zum Thema „Statt leben – Wohnen in Berlin“ mit zwei Einführungen zu den DEFA-Filmen Irgendwo in Berlin (1946) und Die Architekten (1990) und der Teilnahme an der Podiumsdiskussion mit Bezirksstadtbaurat Florian Schmidt (Friedrichshain/Kreuzberg). bei den 20. Merseburger DEFA-Filmtagen moderierte er den Eröffnungsfilm "Ich, Thomas Müntzer Sichel Gottes". Darüber hinaus arbeitete er in verschiedenen Jurys. 2019 war er als Juror für den Mitteldeutschen Bürgermedienpreis tätig, seit 2008 ist er Mitglied in der Jury des GEDOK-Literaturpreises und hielt die Laudatio auf Ulla Hahn (2010), auf Monika Maron (2017) und Nora Gomringer (2024). Er wird häufig vom Rundfunk und Fernsehen als Gast zu Themen der Kultur- und Mediengeschichte angefragt – zuletzt im August 2024 für die Dokumentation Unterwegs in Thüringen zu Drehorten der DEFA und des DFF.

## Schriften
Monographien
- Der Untertan – revisited. Vom Kaiserreich zum geteilten Deutschland. Bertz + Fischer, Berlin 2007, ISBN 978-3-86505-179-0.
- Heinrich Mann und der Film. Martin Meidenbauer, München 2008, ISBN 978-3-89975-110-9.
- Thomas Müntzer in Film und Fernsehen. TMG: Thomas-Müntzer-Gesellschaft, Mühlhausen 2012, ISBN 978-3-935547-52-9.
- Hans Albers in Berlin. Morio Verlag, Heidelberg 2015, ISBN 978-3-945424-05-6.
- Martin Luther in Erfurt und Eisenach. Morio Verlag, Heidelberg 2018, ISBN 978-3-945424-35-3 (deutsche und englische Ausgabe)
- Praktisches Stiftungsmanagement. Kooperationen – Antrag – Preise – Evaluation. Leipziger Universitätsverlag, Leipzig 2020, ISBN 978-3-96023-277-3.
- Drehort Thüringen. DEFA-Produktionen 1946–1992. Leipziger Universitätsverlag, Leipzig 2020, ISBN 978-3-96023-324-4.
- DEFA-Geschichte in Filmen. Nomos, Baden-Baden 2020, ISBN 978-3-8487-4940-9.
- Der blaue Engel. (= Die Geschichte hinter dem Bild.) Landeszentrale für politische Bildung Thüringen, Erfurt 2021, ISBN 978-3-948643-28-7.
- Zeit zu leben. Einblicke in eine DEFA-Produktion vom Drehort Thüringen, Leipzig 2022, ISBN 978-3-96023-436-4.

Reihenherausgeber
- mit Tobias J. Knoblich: Aktuelle Beiträge zur Kulturpolitik, Leipziger Universitätsverlag
- mit Almuth Werner: Stiftungen in Theorie, Praxis und Geschichte, Leipziger Universitätsverlag

Herausgeberschaften
- Freikörperkultur und Lebenswelt, Kassel 1999, ISBN 978-3-933146-06-9
- mit Helmut Scheuer: Liebe, Lust und Leid. Zur Gefühlskultur um 1900 (= Intervalle. Schriften zur Kulturforschung, Band 3). Kassel 1999, ISBN 978-3-933146-11-3
- Hans Fallada. Dokumente und Materialien. Stuttgart/Ditzingen 2000, ISBN 978-3-15-016024-4 (archive.org)
- mit Sabine Flach: Fernsehperspektiven. Aspekte zeitgenössischer Medienkultur (= Schriftenreihe der Landesanstalt für privaten Rundfunk, LPR Hessen, Band 9), München 2000, ISBN 3-929061-79-1
- mit Christian Filk: Einführung in die Medienliteratur, Siegen 2000, ISBN 978-3-932212-42-0
- Arnold Höllriegel: Die Films der Prinzessin Fantoche, Berlin 2003, ISBN 978-3-932338-19-9
- mit Sabiene Autsch, Peter Seibert: Atelier und Dichterzimmer in neuen Medienwelten. Zur Situation von Literatur- und Künstlerhäusern., Bielefeld 2005, ISBN 978-3-8394-0314-3
- Gerhart Hauptmann und der Film, Siegen 2007, ISBN 978-3-932212-59-8
- Die Bilder der Manns, Siegen 2008, ISBN 978-3-932212-72-7
- Arnold Höllriegel: Bimini, Siegen 2008, ISBN 978-3-932212-70-3
- Nachdenken über Wolfgang Staudte. Eine Dokumentation zur Veranstaltung im Filmmuseum Potsdam zum 100. Geburtstag, Siegen 2008, ISBN 978-3-932212-69-7
- mit Stefan Münker: Fernsehexperimente. Stationen eines Mediums, Berlin 2009, ISBN 978-3-931659-88-2
- mit Peter Seibert: Literatur und Museum. Sammeln – Ausstellen, Themenheft der Zeitschrift Der Deutschunterricht, Velber 2009, ISSN 1615-6447
- Texte zur Theorie und Geschichte des Fernsehens, Stuttgart 2009, ISBN 978-3-15-018674-9
- mit Stefan Keppler-Tasaki: Arnold Höllriegel: Du sollst dir kein Bildnis machen, Siegen 2010, ISBN 978-3-932212-77-2
- Albert Wilkening – Der Gentleman der DEFA. Mit Texten von Albert Wilkening und Zeitzeugeninterviews, Frankfurt/Main u. a. 2012, ISBN 978-3-631-60940-8
- Arnold Höllriegel: Amerika-Bilderbuch, Göttingen 2012, ISBN 978-3-8353-1098-8
- Zwischen Historienfilm und Gegenwartskomödie: Studien zum Werk des DEFA-Regisseurs Günter Reisch, Marburg 2013, ISBN 978-3-89472-817-5
- mit Gregor Ackermann, Walter Delabar: Erzählte Wirtschaftssachen. Ökonomie und Ökonomisierung in Literatur und Film der Weimarer Republik, Bielefeld 2013, ISBN 978-3-86505-408-1
- Die Zeit, die Welt und das Ich. Zum filmischen Werk von Rainer Simon, Berlin 2016, ISBN 978-3-86505-408-1
- mit Tobias J. Knoblich: Pro Kultur: Lobbyarbeit und Gesetzgebung, Leipzig 2017, ISBN 978-3-96023-116-5
- mit Patrick Rössler: DEFA in Thüringen. Staatliche Filmproduktion zwischen gesellschaftlichem Auftrag und regionaler Topographie, Baden-Baden 2018, ISBN 978-3-8487-4148-9
- mit Tobias J. Knoblich: Innovation und Kultur, Politik – Technik – Markt, Leipzig 2019, ISBN 978-3-96023-241-4
- mit Günter Helmes: Biographische Filme der DEFA. Zwischen Rekonstruktion, Dramaturgie und Weltanschauung, Leipzig 2020, ISBN 978-3-96023-353-4
- mit Tobias J. Knoblich: Kooperationen und Kulturpolitik. Zwischen politischer Forderung, Digitalisierung und Kulturmanagement. Leipzig 2021, ISBN 978-3-96023-401-2.
- mit Peter Seibert: Biographische Miniaturen. Eine Hommage an Helmut Scheuer, Leipzig 2022, ISBN 978-3-96023-461-6.
- Moderne und Provinz. Weimarer Republik in Thüringen. Weimarer Republik in Thüringen, Halle 2022, ISBN 978-3-96311-627-8.
- 60 Jahre Nackt unter Wölfen. Zwischen Mythos, internationaler Filmgeschichte und regionaler Erinnerungskultur, Leipzig 2023, ISBN 978-3-96023-529-3.
- Von Fahrstühlen und Hollywood-Stars. Amerika zwischen Denkfigur und kultureller Praxis in der Weimarer Republik. Leipzig 2023, ISBN 978-3-96023-508-8
- mit Günter Helmes: „Auferstanden aus Ruinen“. Planen, Bauen und Wohnen in Spiel- und Dokumentarfilmen der DDR. Freiburg 2024, ISBN 978-3-534-64140-6.
- "Ich war nie eine Hauptplanposition...! Der DEFA-Regisseur Rolf Losansky. Berlin 2025, ISBN 978-3-865-05422-7.